# Saki Fujita
Sakiko Fujita (jap. 藤田 咲子 Fujita Sakiko; ur. 19 października 1984 w Tokio), znana zawodowo jako Saki Fujita (jap. 藤田 咲 Fujita Saki) – japońska seiyū, pracująca dla agencji Arts Vision. Najbardziej znana jest z ról Akagi w Kantai Collection, Ayano Sugiury w YuruYuri i Yukari Kotozume/Cure Macaron w Kirakira PreCure a la Mode. Ponadto, użyczyła próbek głosu, na podstawie których Crypton Future Media stworzyło Vocaloid Hatsune Miku.

## Filmografia

### Seriale anime
2005
- Akahori Gedou Hour Rabuge (pokojówka)
- Happy Seven ~The TV Manga~ (Tomomi Sasaki)
- Shuffle! (uczennica)
- SPEED GRAPHER (Kozue Kokubunji)

2006
- Tokimeki Memorial Only Love (Mina Yayoi)
- Tsuyokiss (Kinu Kanisawa)
- Yoshinaga-san chi no Gargoyle (Momo Katagiri, Rimu)

2007
- Gakuen Utopia Manabi Straight! (Momoha Odori)

2008
- Akiba-chan (Milk-chan)
- Kamen no Maid Guy (Elizabeth K. Strawberryfield)
- Zoku Sayonara zetsubō sensei (odc. 13) (Hatsune Miku)
- Yozakura Quartet (Ao Nanami)

2009
- Kōkaku no Regios (Munfa Rufa)
- Sora no otoshimono (Tomoko)

2010
- Angel Beats! (Hitomi)
- Durarara!! (Ruri Hijiribe)
- Sora no otoshimono: Forte (Tomoko)
- Senkō no Night Raid (Fuu Lan)
- Ōkami kakushi (Kuzumi Mana)
- Working!! (Mahiru Inami)[4]
- Densetsu no yūsha no densetsu (Milk Kallaud)

2011
- Jewelpet Sunshine (DonaDona)
- Sket Dance (Chika, Chuutarou Oozora, Haruko, Mariko Satonaka, Yamako Hanada)
- Working'!! (Mahiru Inami)
- YuruYuri (Ayano Sugiura)[5]

2012
- Battle Spirits: Heroes (Kimari Tatsumi)
- Chōsoku henkei Gyrozetter (Haruka)
- Jewelpet Kira☆Deco! (DonaDona)
- Sankarea (Natsukawa)
- YuruYuri♪♪ (Ayano Sugiura)

2013
- Kimi no iru machi (Rin Eba)
- Aoki hagane no Arpeggio: Ars Nova (Hyūga)
- Atak Tytanów (Ymir)[6]
- Książę Piekieł: Devils and Realist (Jeanne d'Arc)
- Koroshiya-san: The Hired Gun (Chichi no Kataki Onna)
- Namiuchigiwa no Muromi-san (Otohime)
- Pocket Monsters: Best Wishes! Season 2: Episode N (Verbena)
- Yozakura Quartet: Hana no uta (Ao Nanami)

2014
- Dragon Collection (Pennetta)
- Mikakunin de shinkōkei (Konoha Suetsugi)
- Girlfriend (kari) (Tomo Oshii)
- Gundam Build Fighters Try (Shia Kijima)
- Log Horizon 2 (Lasphere)
- Mahō sensō (Hotaru Kumagai)
- Sakura Trick (Mitsuki Sonoda)[7]
- Sword Art Online II (Skuld)

2015
- Assassination Classroom (Ritsu)[8]
- Shingeki! Kyojin chūgakkō (Ymir)
- Durarara!!x2 (Ruri Hijiribe)
- Go! Princess PreCure (Chieri)
- Kantai Collection (Akagi)
- Rampo Kitan: Game of Laplace (Minami)
- Hōkago no Pleiades (Nanako)
- Working!! (Mahiru Inami)
- YuruYuri Nachuyachumi!+ (Ayano Sugiura)
- YuruYuri San hai! (Ayano Sugiura)

2016
- Brave Witches (Fumika Kitagou)
- Danganronpa 3: The End of Kibōgamine Gakuen (Seiko Kimura)[9]
- Ja, Sakamoto (Tanaka)[10]
- New Game! (Yamada)[11]

2017
- Atak Tytanów sezon 2 (Ymir)
- Busō shōjo Machiavellism (Kyoubou, Doumou i Eva Maria Rose)
- Ōsama Game The Animation (Aya Kuramoto)[12]
- Kirakira PreCure a la Mode (Yukari Kotozume/Cure Macaron)[13]
- New Game!! (Yamada)
- Seiren (Yukie Takato)[14]

2018
- Conception (Femiruna)
- Cardcaptor Sakura: Clear Card-hen (Rika Sasaki)[15]
- Shinkansen henkei Robo Shinkalion (Hatsune Miku)[16]
- Hugtto! PreCure (Yukari Kotozume/Cure Macaron)[17]

2019
- Boruto (Remon Yoimura)[18]

2021
- Hanyō no Yashahime: Sengoku otogizoushi – Ni no Shout (Rion)[19]

2022
- Birdie Wing: Golf Girls' Story (Ichina Saotome)[20]
- Kantai Collection: Itsuka ano umi de (Akagi)[21]
- Jashin-chan Dropkick X (Hatsune Miku)[22]

2024
- Shikanoko Nokonoko Koshitantan (Torako Koshi/Koshitan)[23]

### Filmy anime
- Eiga Jewelpet: Sweets Dance Princess (2012) (Coron, DonaDona)
- Gekijōban KanColle (2016) (Akagi, Tokitsukaze)
- Pretty Cure Dream Stars! (2017) (Yukari Kotozume/Cure Macaron)
- Kirakira PreCure a la Mode the Movie: Crisply! The Memory of Mille-feuille! (2017) (Yukari Kotozume/Cure Macaron)
- Pretty Cure Super Stars! (2018) (Yukari Kotozume/Cure Macaron)
- Violence Voyager (2019) (Yoshiko)

### OVA
- Hiyokoi (2010) (Ritsuka Nakano)
- Mayo Elle otoko no ko (2010) (Tamazusa Shirogane)
- Baby Princess 3D Paradise 0 Love (2011) (Tsurara Amatsuka)
- Ai Mai! Moe Can Change! (2012) (Ai Server, Mi Server)
- Namiuchigiwa no Muromi-san: Pangea chou tairiku no Muromi-san (2013) (Otohime)
- YuruYuri Nachuyachumi! (2014) (Ayano Sugiura)
- Busō shōjo Machiavellism (2017) (Kyoubou)
- Yuru Yuri, (2019) (Ayano Sugiura)
- Gekijōban Project Sekai: Kowareta sekai to utaenai Miku (2025) (Hatsune Miku)

### ONA
- Hōkago no Pleiades (2011) (Nanako)
- Cyclops shōjo saipu (2013) (Rin Fujisaki)
- Koro Sensei Quest! (2016) (Ritsu)
- MiniYuri (2019) (Ayano Sugiura)
- Yakitori (2023) (Hatsune Mimi)